# Rhorus chrysopygus
Rhorus chrysopygus är en stekelart som först beskrevs av Per Abraham Roman 1909.  Rhorus chrysopygus ingår i släktet Rhorus och familjen brokparasitsteklar. Arten är reproducerande i Sverige. Inga underarter finns listade i Catalogue of Life.